# 대한민국 상법 제298조
대한민국 상법 제298조는 이사, 감사의 조사, 보고와 검사인의 선임청구에 대한 상법 회사법의 조문이다.

## 조문
제298조 (이사·감사의 조사·보고와 검사인의 선임청구) ① 이사와 감사는 취임후 지체없이 회사의 설립에 관한 모든 사항이 법령 또는 정관의 규정에 위반되지 아니하는지의 여부를 조사하여 발기인에게 보고하여야 한다.
②이사와 감사중 발기인이었던 자·현물출자자 또는 회사성립후 양수할 재산의 계약당사자인 자는 제1항의 조사·보고에 참가하지 못한다.
③이사와 감사의 전원이 제2항에 해당하는 때에는 이사는 공증인으로 하여금 제1항의 조사·보고를 하게 하여야 한다.
④정관으로 제290조 각호의 사항을 정한 때에는 이사는 이에 관한 조사를 하게 하기 위하여 검사인의 선임을 법원에 청구하여야 한다. 다만, 제299조의2의 경우에는 그러하지 아니하다.

第298條 (理事·監事의 調査·보고와 檢査人의 選任請求) ① 理事와 監事는 就任후 지체없이 會社의 設立에 관한 모든 사항이 法令 또는 定款의 規定에 위반되지 아니하는지의 여부를 調査하여 發起人에게 보고하여야 한다.

②理事와 監事중 發起人이었던 者·現物出資者 또는 會社成立후 讓受할 財産의 契約當事者인 者는 第1項의 調査·보고에 참가하지 못한다.

③理事와 監事의 全員이 第2項에 해당하는 때에는 理事는 公證人으로 하여금 第1項의 調査·보고를 하게 하여야 한다.

④定款으로 第290條 各號의 사항을 정한 때에는 理事는 이에 관한 調査를 하게 하기 위하여 檢査人의 選任을 法院에 請求하여야 한다. 다만, 第299條의2의 경우에는 그러하지 아니하다.